# CAV3
CAV3 (англ. Caveolin 3) – білок, який кодується однойменним геном, розташованим у людей на короткому плечі 3-ї хромосоми. Довжина поліпептидного ланцюга білка становить 151 амінокислот, а молекулярна маса — 17 259.
| 10         |  | 20         |  | 30         |  | 40         |  | 50         |
| ---------- |  | ---------- |  | ---------- |  | ---------- |  | ---------- |
| MMAEEHTDLE |  | AQIVKDIHCK |  | EIDLVNRDPK |  | NINEDIVKVD |  | FEDVIAEPVG |
| TYSFDGVWKV |  | SYTTFTVSKY |  | WCYRLLSTLL |  | GVPLALLWGF |  | LFACISFCHI |
| WAVVPCIKSY |  | LIEIQCISHI |  | YSLCIRTFCN |  | PLFAALGQVC |  | SSIKVVLRKE |
| V          |  |            |  |            |  |            |  |            |

A: Аланін

C: Цистеїн

D: Аспарагінова кислота

E: Глутамінова кислота

F: Фенілаланін

G: Гліцин

H: Гістидин

I: Ізолейцин

K: Лізин

L: Лейцин

M: Метіонін

N: Аспарагін

P: Пролін

Q: Глутамін

R: Аргінін

S: Серин

T: Треонін

V: Валін

W: Триптофан

Задіяний у такому біологічному процесі як поліморфізм. 
Локалізований у клітинній мембрані, мембрані, апараті гольджі.